# Luke Salisbury
Luke Salisbury (Dunedin, Nueva Zelanda, 15 de septiembre de 2004) es un futbolista de Samoa nacido en Nueva Zelanda que juega en la posición de defensa central con el Roslyn Wakari de la Southern Premier League de Nueva Zelanda.

## Carrera

### Club
| Periodo | Club          |
| ------- | ------------- |
| 2021-   | Roslyn Wakari |

### Selección nacional
Ha estado en el proceso de selecciones nacionales de Samoa desde la categoría sub-20. Debutó con Samoa el 17 de noviembre de 2023 en la derrota por 0-1 ante Islas Salomón en Honiara por los Juegos del Pacífico 2023 y su primer gol internacional lo anotó el 19 de junio de 2024 en la derrota por 1-9 ante Fiyi en Suva por la Copa de las Naciones de la OFC 2024.